# Astiphromma splenium
Astiphromma splenium är en stekelart som först beskrevs av Curtis 1833.  Astiphromma splenium ingår i släktet Astiphromma och familjen brokparasitsteklar. Arten är reproducerande i Sverige. Inga underarter finns listade.